# Zootrophion alvaroi
Zootrophion alvaroi là một loài thực vật có hoa trong họ Lan. Loài này được (Garay) Luer mô tả khoa học đầu tiên năm 2004.